# Ligusticum scoticum
Ligusticum scoticum es una especie de planta fanerógama de la familia Apiaceae.

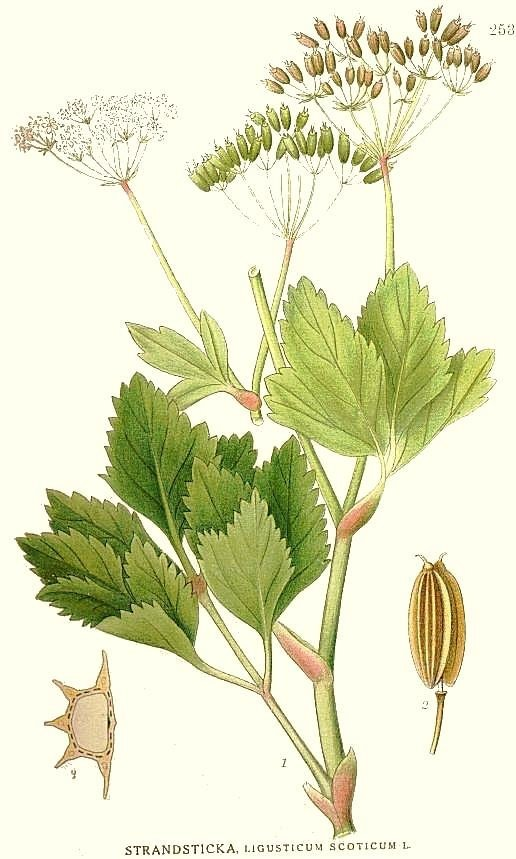
Ilustración

## Descripción
Ramosa, foliosa, glabra, de tallo hueco, perenne, de hasta 90 cm. Hojas carnosas, dos veces trilobuladas, los lóbulos ovados a cuneados, dentados a ligeramente lobulados, brillantes, y de pecíolo hinchado envainando el tallo. Flores blancas en umbelas de 5-20 radios primarios, con brácteas lineares y bractéolas. Fruto oblongo-ovoide, con crestas muy prominentes, de hasta 8 mm. Florece en verano.

## Distribución y hábitat
Vive en Gran Bretaña, Dinamarca, Irlanda, Islandia, Noruega, Finlandia y Suecia, donde habita rocas costeras, acantilados y guijarrales.

## Taxonomía
Ligusticum scoticum fue descrita por   Carlos Linneo y publicado en Species Plantarum 1: 250. 1753.
Etimología
Ligusticum: nombre genérico que se cree que deriva de la región italiana de Liguria.
scoticum: epíteto geográfico que alude a su loclización en Escocia.
Sinonimia
- Angelica hultenii (Fernald) M.Hiroe
- Angelica scotica Lam.
- Apium ternatum Schltdl. ex Schult.
- Haloscias scoticum Fr.
- Meum scoticum Baill.
- Petroselinum ternatum Mutel[5]